# Dominion (serial)
Dominion este un serial TV supranatural bazat pe filmul din 2010 Legiunea. A fost difuzat în 2014 de Syfy și are loc la 25 de ani de la sfârșitul filmului. Scott Stewart, scriitorul / regizorul  filmului original, a fost producător executiv al serialului TV. De asemenea, Stewart a regizat episodul pilot   scris de Vaun Wilmott  și difuzat la  19 iunie 2014. Primul sezon are 8 episoade, iar al doilea 13 episoade.

## Distribuție
- Christopher Egan - Sgt. 1st Class Alex Lannon
- Tom Wisdom - Arhanghelul Mihail
- Roxanne McKee -  Lady Claire Riesen
- Luke Allen-Gale - William Whele
- Kim Engelbrecht - Sgt. Noma Banks
- Shivani Ghai - Arika/Evelyn
- Rosalind Halstead - Senator Becca Thorn
- Carl Beukes - Arhanghelul Gabriel
- Anthony Head - Senator David Whele
- Alan Dale - Gen. Edward Riesen

#### Sezonul 1
- Langley Kirkwood - Jeep Hanson
- Jonathan Howard - Sgt. Ethan Mack
- Betsy Wilke - Bixby
- Anton David Jeftha - Furiad
- Katrine De Candole - Arhanghelul  Uriel
- Kevin Otto - Louis
- Amy Bailey - Clementine Riesen
- Tyrone Keogh - Lt. Vince
- Kenneth Fok - Capt. Finch
- Fiona Ramsay - Senator Blanch Romero
- Luam Staples - Roan
- Julie Hartley - Felicia Aldreen

#### Sezonul 2
- Nicholas Bishop - Gates Foley
- Simon Merrells - Julian
- Christina Chong - Zoe Holloway
- Olivia Mace - Laurel
- Luke Tyler -  Pete
- Diarmaid Murtagh -  Wes Fuller
- Hakeem Kae-Kazim - Profetul[5]
- Reine Swart - Charlie, mama lui Alex

## Episoade

### Sezonul 1 (2014)
| Nr. în serial | Nr. în sezon | Titlu                         | Regizat de    | Scris de                                                    | Data difuzării | U.S. telespectatori (milioane) |
| ------------- | ------------ | ----------------------------- | ------------- | ----------------------------------------------------------- | -------------- | ------------------------------ |
| 1             | 1            | „Pilot”                       | Scott Stewart | Vaun Wilmott                                                | 19 iunie 2014  | 1.96                           |
| 2             | 2            | „Godspeed”                    | Rick Jacobson | Vaun Wilmott                                                | 26 iunie 2014  | 1.45                           |
| 3             | 3            | „Broken Places”               | Rick Jacobson | Dario Scardapane and Damien Ober                            | 3 iulie 2014   | 1.69                           |
| 4             | 4            | „The Flood”                   | Alex Holmes   | Brusta Brown & John Mitchell Todd                           | 10 iulie 2014  | 1.62                           |
| 5             | 5            | „Something Borrowed”          | Alex Holmes   | Rebecca Kirsch                                              | 17 iulie 2014  | 1.58                           |
| 6             | 6            | „Black Eyes Blue”             | Larry Shaw    | Todd Harthan                                                | 24 iulie 2014  | 1.54                           |
| 7             | 7            | „Ouroboros”                   | Larry Shaw    | Bryan Q. Miller                                             | 31 iulie 2014  | 1.49                           |
| 8             | 8            | „Beware Those Closest to You” | Allan Kroeker | Part I: Todd Slavkin & Darren Swimmer Part II: Vaun Wilmott | 7 august 2014  | 1.54                           |

### Sezonul 2 (2015)
| Nr. în serial | Nr. în sezon | Titlu                   | Regizat de        | Scris de                     | Data difuzării     | U.S. telespectatori (milioane) |
| ------------- | ------------ | ----------------------- | ----------------- | ---------------------------- | ------------------ | ------------------------------ |
| 9             | 1            | „Heirs of Salvation”    | Deran Sarafian    | Vaun Wilmott                 | 9 iulie 2015       | 1.06                           |
| 10            | 2            | „Mouth of the Damned”   | Deran Sarafian    | Todd Harthan                 | 16 iulie 2015      | 1.02                           |
| 11            | 3            | „The Narrow Gate”       | Oz Scott          | Rebecca Kirsch               | 23 iulie 2015      | 0.98                           |
| 12            | 4            | „A Bitter Truth”        | Oz Scott          | Alyssa Clark & Sean Crouch   | 30 iulie 2015      | 1.05                           |
| 13            | 5            | „Son of the Fallen”     | Robert Mandel     | Marc Halsey                  | 6 august 2015      | 0.94                           |
| 14            | 6            | „Reap the Whirlwind”    | Robert Mandel     | Rebecca Kirsch               | 13 august 2015     | 0.92                           |
| 15            | 7            | „Lay Thee Before Kings” | Jeff Renfroe      | Vaun Wilmott                 | 20 august 2015     | 0.84                           |
| 16            | 8            | „The Longest Mile Home” | Jeff Renfroe      | Harley Peyton & Jerry Shandy | 27 august 2015     | 0.75                           |
| 17            | 9            | „The Seed of Evil”      | Millicent Shelton | Alyssa Clark & Sean Crouch   | 3 septembrie 2015  | 0.77                           |
| 18            | 10           | „House of Sacrifice”    | Millicent Shelton | Marc Halsey                  | 10 septembrie 2015 | 0.84                           |
| 19            | 11           | „Bewilderment of Heart” | Gregg Simon       | Katie Gruel & Rebecca Kirsch | 17 septembrie 2015 | 0.64                           |
| 20            | 12           | „Day of Wrath”          | Deran Sarafian    | Todd Harthan                 | 24 septembrie 2015 | 0.77                           |
| 21            | 13           | „Sine Deo Nihil”        | Deran Sarafian    | Vaun Wilmott                 | 1 octombrie 2015   | 0.72                           |